# Coringa-Herald National Nature Reserve

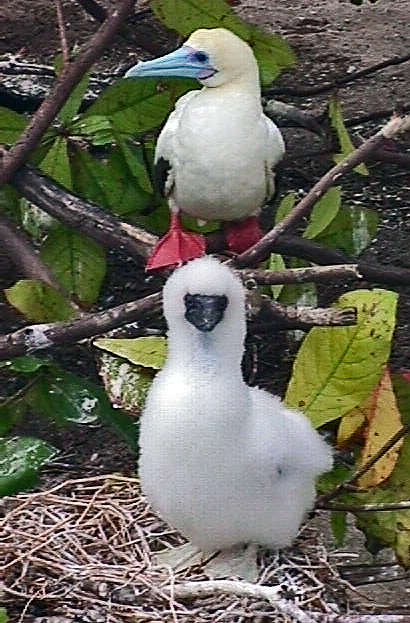
Nach Berichten der Important Bird Area brüten 3000 Rotfußtölpel in diesem Schutzgebiet

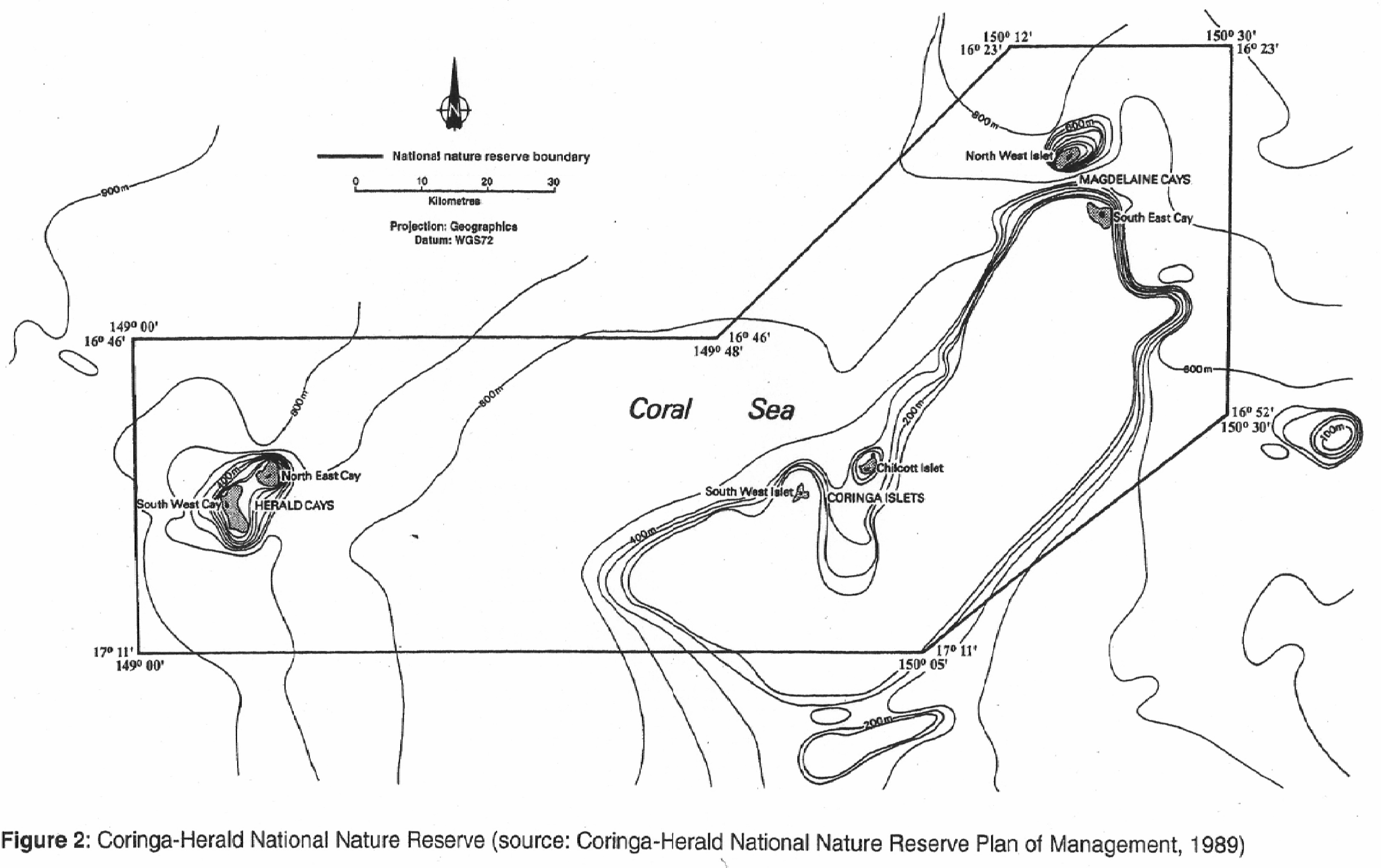
Karte des Schutzgebietes

Das Coringa-Herald National Nature Reserve ist ein Meeresschutzgebiet, das im Korallenmeer liegt, etwa 400 km östlich von Cairns in Queensland, Australien. Es wurde zum Schutzgebiet am 16. August 1982 ernannt.

## Bedeutung
Das Coringa-Herald National Nature Reserve ist etwa 100 km vom Lihou Reef National Nature Reserve entfernt. Beide Reservate befinden sich in einem von der Zivilisation weit entfernten Seegebiet, das nicht zum östlich gelegenen Great Barrier Reef gehört und Queensland Trough genannt wird. Beide Schutzgebiete zählen zur 17.290 km großen Coral Sea Reserves Ramsar Site, die gemäß der internationalen Ramsar-Konvention Feuchtgebiete von internationaler Bedeutung darstellen. Es handelt sich auch um eine bedeutende Important Bird Area, ein Vogel-Schutzgebiet, auf sechs kleinen Inseln.

## Geschichte
Die Korallenbänke (englisch: Cays) und Islets (Eiländer) im Korallenmeer wurden von Europäern in den frühen 1800er Jahren entdeckt. Die Coringa Islets wurde nach dem Segelschiff Coringa Packet benannt, das dort 1845 sank. Die Herald Cays wurde nach dem Schiff HMS Herald benannt, das zwischen den Jahren 1849 und 1861 hydrographische Untersuchungen durchführte. Auf Chilcott Islet wurden während der 1860er Jahre Guano abgebaut. In den frühen 1960er Jahren fanden erste wissenschaftliche Untersuchungen in diesem Gebiet statt, die zu seinem Schutz  führten.

## Geografie

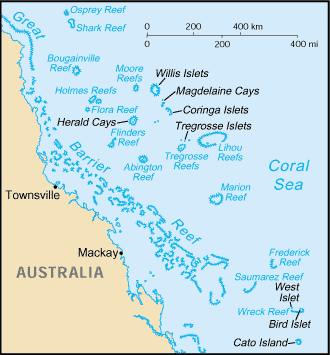
Lagekarte

Das Meeresschutzgebiet mit 8.856 km² offenem Wasser umfasst drei Inselgruppen mit jeweils zwei Inseln, mit Größen von 16 bis 37 Hektar und einer aggregierten Landfläche von 124 Hektar:
- Herald Cays: North East und South West Cay
- Coringa Islets: Chilcott und South West Islet
- Magdelaine Cays: South East Cay und North West Islet

Die Inselgruppen befinden sich auf einer separaten Plattform des Riffsystems in einer Tiefsee, jede präsentiert eine individuelle Riffformation. Jede Insel hat ein sie umgebendes Riff und ist dem Einfluss des Ozeans und dessen Wellen aufgesetzt.
Die Inseln wurden durch Korallentrümmern, -felsen und -schutt gebildet und ragen nicht mehr als fünf Meter über den Meeresspiegel. South-East Magdelaine Cay ist die größte der kleinen Inseln, und Teile davon, wie auch das North-East Herald Cay, sind von dichtem Wald der Bäume der Pisonia grandis und Cordia subcordata  bewachsen. Außer auf der North-West Magdelaine Islet, die ohne Vegetation ist, wachsen Gräser und Samtblatt-Büsche (Heliotropium arboreum) auf den anderen Islets.

## Flora und Fauna
Das Meeres-Schutzgebiet ist bedeutend wegen seiner signifikanten Inseln und ihres ökologischen Riffsystems und ihrer Tiefsee-Habitate mit einer ungewöhnlichen Unterwasser-Topografie und außergewöhnlichen Riffstrukturen. Es weist eine reichhaltige Meeresflora und -fauna auf, die charakteristisch für ein großes Meeresgebiet ist, mit möglicherweise noch nicht entdeckten endemischen Arten. Die Flora und Fauna dieses Seegebiets ist verschieden zum Great Barrier Reef, das westlich liegt. Es befinden sich neben Fischen, Einsiedlerkrebse, Seesterne, verschiedenste Algen, Korallen, Seeigel und Seegurken. Auch die geschützte Suppenschildkröte, Delfine und Wale kommen vor.
Es brüten dort 1 % der Welt-Population des Keilschwanz-Sturmtauchers (Puffinus pacificus), Rotfußtölpels, Arielfregattvogels, Rotschwanz-Tropikvogels und Weißkopfnoddis (Anous minutus).
Die Inseln bilden mit dem Lihou Reef National Nature Reserve ein international bedeutsames Vogelschutzgebiet. 17 der 27 Vogelarten, die in dem Schutzgebiet gezählt wurden, sind international im Japan Australia Migratory Birds Agreement und im China Australia Migratory Birds Agreement gelistet.

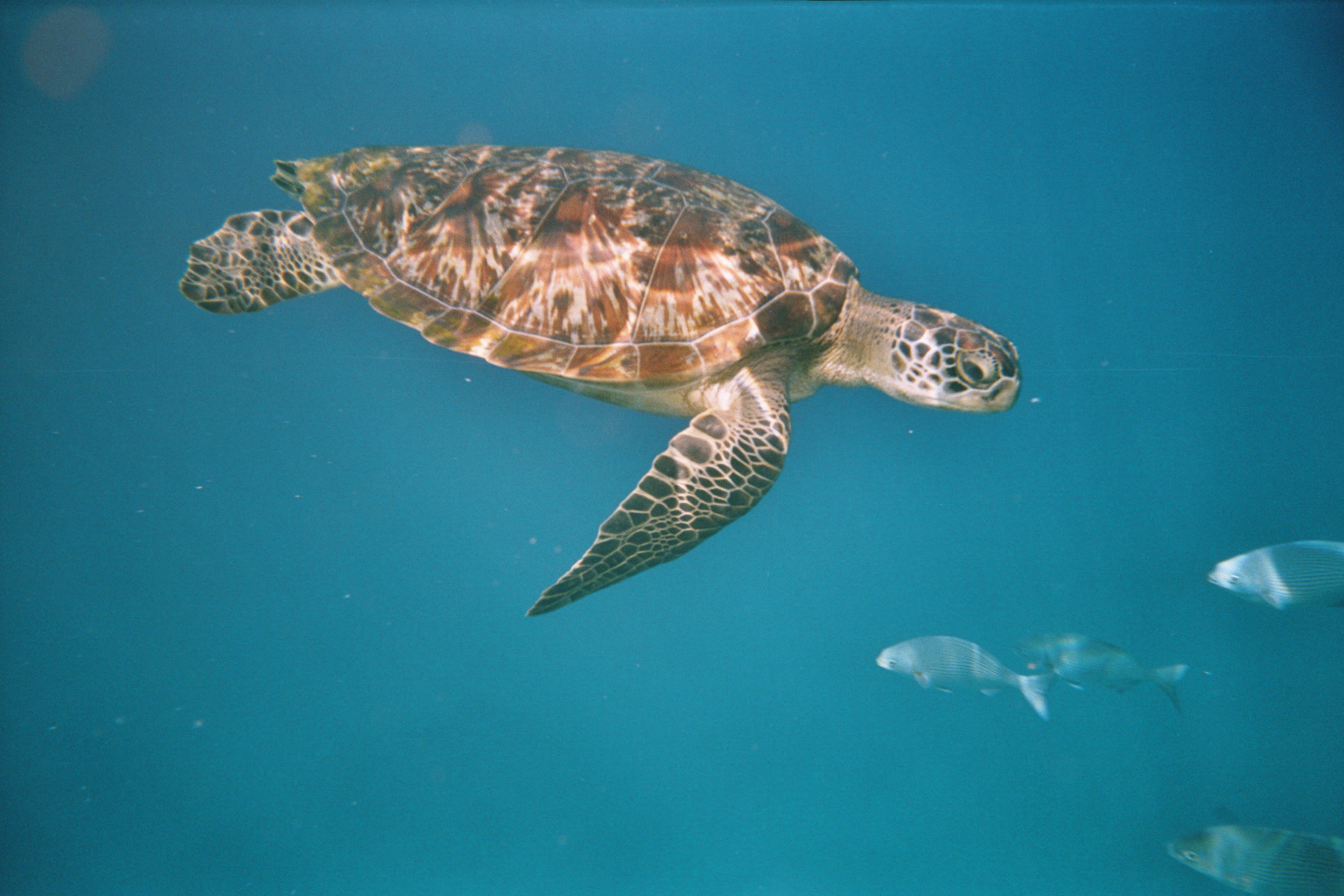
Suppenschildkröte
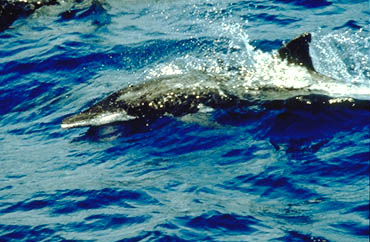
Delfin
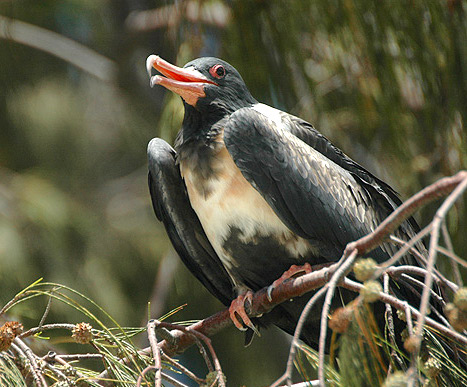
Arielfregattvogel